# Nippon Sheet Glass
Nippon Sheet Glass Co., Ltd. (日本 板 硝 子 株式会社, Nihon Ita-Garasu Kabushiki-gaisha) es una empresa japonesa de fabricación de vidrio. En 2006 compró Pilkington del Reino Unido. Esto convierte a NSG / Pilkington en una de las cuatro empresas de vidrio más grandes del mundo junto con otra empresa japonesa, Asahi Glass, Saint-Gobain y Guardian Industries. La empresa cotiza en la Bolsa de Valores de Tokio y forma parte del índice bursátil Nikkei 225.

## Historia
La compañía se estableció en noviembre de 1918 como America Japan Sheet Glass Co., Ltd. con su oficina central en Osaka, después de obtener tecnología de Libbey Owens Ford Glass Co. de los Estados Unidos para producir vidrio plano mediante el proceso Colburn. La compañía cambió su nombre a Nippon Sheet Glass Co., Ltd. en enero de 1931. Expandió sus operaciones en Japón después de la Segunda Guerra Mundial, y en octubre de 1970 adquirió Nippon Safety Glass Co., Ltd. En abril de 1999, la empresa se fusionó con Nippon Glass Fiber Co., Ltd. y Micro Optics Co., Ltd. En abril de 2001 la empresa adquirió Nippon Muki Co., Ltd. y en julio de 2004 trasladó la oficina central registrada de Osaka a  Minato Ward en Tokio.

### Pilkington
En 1986, Pilkington compró Libbey Owens Ford. Tras una adquisición acordada del 20% de Pilkington del Reino Unido en 2001, en 2006 NSG compró el 80% restante de las acciones.

### Presente
Fundada en 1918, NSG adquirió Pilkington plc, el principal fabricante de vidrio con sede en el Reino Unido, en junio de 2006. Hoy, la compañía ha combinado ventas de aproximadamente 600.000 millones de yenes, con operaciones de fabricación en 29 países y ventas en 130 países, empleando a unas 28,500 personas en todo el mundo.
Los negocios de vidrio plano del Grupo, que incluyen productos de construcción y productos automotrices, representan el 90 por ciento de las ventas anuales, con el resto en vidrio especializado. El negocio del vidrio especializado cubre una serie de nichos de mercado, los más importantes son los de pantallas y productos ópticos para impresoras y fotocopiadoras.
Geográficamente, el 42 por ciento de las ventas del Grupo se encuentran en Europa, el 28 por ciento en Japón y el 13 por ciento en América del Norte, y el resto principalmente en América del Sur, Sudeste de Asia y China.

### Principales productos en Japón
Productos de energía solar NSG TEC, vidrio técnico para electrodomésticos y pantallas

### Uso doméstico
- SPACIA: Doble acristalamiento con capa de vacío en el plano central. (Vidrio ecológico)
- SECUO: Vidrio de seguridad como vidrio laminado con lámina de resina.
- PAIR REIBORG : Doble acristalamiento, parasol y vidrio de alto aislamiento térmico con recubrimiento metálico especial. (Vidrio ecológico)
- PAIR REIBORG HIKARI: Vidrio limpiador fotocatalítico con REIBORG. (Vidrio ecológico)
- LUZ RESISTENTE PARA EL HOGAR: Vidrio templado con 5 veces la dureza del vidrio normal.

### Uso en edificios
- UMU : Cristal de conmutación controlado eléctricamente con transparencias o foto dispersas.

### Telecomunicaciones・uso de TI
- SELFOC : Lente de varilla de tipo de extremo plano con  índice graduado por intercambio iónico (enfoque automático)
- SLA SELFOC LENS ARRAY: lente para escanear imágenes como una fotocopiadora o una impresora.

### Uso en el automóvil
- LAMIPANE: Vidrio laminado para parabrisas.
- THERLITE-T: Línea de calefacción instalada en vidrio antivaho.